# Mezopotamija (rimska provinca)
Mezopotamija, ime dveh rimskih provinc na ozemlju med Evfratom in Tigrisom. Prvo, ki jo je leta 116 ustanovil cesar Trajan, je že leta 118 razpustil njegov naslednik Hadrijan. Druga, ki jo je ustanovil cesar Septimij Sever okoli leta 198, se je obdržala vse do arabskih osvajanj v prvi polovici 7. stoletja.

## Trajanova provinca (116-118)
Cesar Trajan (vladal 98-117) je leta 113 sprožil vojno proti svojemu staremu nasprotniku Partskemu cesarstvu. Leta 114 je osvojil Armenijo in v njej ustanovil rimsko provinco. Do konca leta 115 je osvojil še severno Mezopotamijo in jo leta 116 priključil k Rimskemu cesarstvu kot rimsko provinco. Dogodek je proslavil s priložnostnimi kovanci.
Leta 116 je osvojil srednjo in južno Mezopotamijo in ju priključil k provinci Mezopotamiji, zatem pa še Adiabeno na drugi obali Tigrisa, katero je priključil k rimski provinci Asiriji. V zadnjih mesecih istega leta je zavzel veliko perzijsko mesto Suso. Odstavil je partskega kralja Kosroja I. in na njegovo mesto postavil svojega marionetnega kralja Partamaspata. Trajanove osvojitve so dosegle najbolj vzhodno točko, do katere je kdaj prodrlo Rimsko cesarstvo.
Trajanov naslednik Hadrijan (vladal 117-138) se je takoj po Trajanovi smrti odrekel njegovim osvojitvam vzhodno od Evfrata in vzhodno mejo Rimskega cesarstva umaknil nazaj na reko Evfrat.

## Severjeva provinca (198-7. stoletje)
Severna Mezopotamija, vključno z Osroeno, je ponovno prišla pod rimsko oblast v vojnem pohodu Lucija Vera leta 161-166, vendar ni bila uradno razglašena za rimsko provinco.  Rimljani so upravo prepustili lokalnim vazalnim vladarjem, vendar so imeli v pokrajini svoje vojaške garnizije, največjo v Nisibisu. Med državljansko vojno med Septimijem Severjem (vladal 193-211) in uzurpatorjem Pescenijem Nigrom so leta 195 v Mezopotamiji izbruhnili upori, ki so ogrozili rimsko oblast v regiji. Uporniki so celo oblegali Nisibis, vendar je Sever hitro vzpostavil red in razglasil Osroeno za polnopravno rimsko provinco. Sever se je zatem obrnil proti Partskemu cesarstvu in oplenil njegovo prestolnico Ktezifon in po zgledu na Trajana leta 198 ponovno ustanovil provinco Mezopotamijo. Nisibisu je podelil status polnopravne kolonije in ga razglasil za upravno središče province.
Severjeva provinca se je od Trajanove razlikovala po tem, da ni obsegala vsega rimskega  ozemlja med Evfratom in Tigrisom, ampak samo ozemlje med provinco Osroeno na jugu, Evfratom in Tigrisom na severu in  reko Haboro (sedanja Khabur) na vzhodu. Nova provinca je bila vse do konca svojega obstoja jabolko spora med Rimom in Perzijo  in je zelo trpela med stalnimi rimsko-perzijskimi vojnami. V krizi, ki je v letih 239-243 sledila letu šestih cesarjev, je Ardašir I. (vladal 224-241), ustanovitelj Sasanidskega perzijskega cesarstva, ki je zamenjalo umirajoče Partsko cesarstvo, napadel in osvojil rimsko ozemlje, vendar ga je rimski pretorski prefekt  Timesitej pred svojo smrtjo leta 243  vrnil pod rimsko oblast. V 250. letih  je perzijski šah Šapur I. (vladal približno 240-270)  napadel Mezopotamijo. Spopadel se je z rimskim cesarjem Valerijanom (vladal 253-260) in leta 260 osvojil Edeso.  Naslednje leto je Šapurja prepričljivo porazil palmirski vladar Odenat in ga pregnal iz Mezopotamije.
Z Dioklecijanovimi (vladal 284–305) in Konstantinovimi (vladal 306–337) reformami je provinca Mezopotamija postale del Vzhodne dioceze, podrejene pretorskemu prefektu za vzhod.  Nisibis in Singara sta skupaj z ozemljem Adiabene, ki ga je osvojil Dioklecijan, po katastrofalnem Julijanovem pohodu v Perzijo leta 363 prešla v perzijske roke. Upravno središče province so Rimljani zato  prenesli v  Amido (sedanji Diyarbakır, Turčija), sedež vojaškega poveljnika (dux Mesopotamiae) pa v Konstantino  (sedanji  Viranşehir v vzhodni Turčiji).
Po težavah, ki so jih imeli Rimljani v Anastazijevi vojni leta 502-506, je bizantinski cesar Anastazij I. (vladal 491-518) kot protiutež Nisibisu zgradil na meji s Sasanidskim cesarstvom trdnjavo Dara in vanjo preselil sedež duksa Mezopotamije. 
Med Justinijanovimi reformami (vladal 527-565) je bila provinca razdeljena. Severna okrožja z Martiropolom (sedanji Silvan, Turčija) so prešla v novo provinco Armenijo IV,  ostali del pa je bil razdeljen na dve civilno-cerkveni okrožji. Prvo okrožje  s središčem v Amidi je obsegalo ozemlje južno od Tigrisa, drugo pa  regijo Tur Abdin s središčem v Dari. Provinca je v 6. stoletju zelo trpela zaradi skoraj stalnih vojn s Perzijci, ki so leta 573 zavzeli Daro in jo po sklenitvi miru leta 591 vrnili Bizantincem. Bizantinci so jo v veliki vojno leta 602-628 ponovno izgubili in jo nato ponovno osvojili. Sledile so arabske osvajalske vojne 633-640, v katerih je Bizantinsko cesarstvo za vedno izgubilo  celo regijo. 